# Tru (Musikgruppe)
Tru, ein Akronym für The Real Untouchables, war eine US-amerikanische Hip-Hop-Gruppe des Labels No Limit Records.

## Geschichte
Die Gruppe existierte bereits 1993. Damals erschien das Debütalbum Who’s Da Killer? in einer 7-köpfigen Besetzung, bestehend aus Master P, Silkk the Shocker, C-Murder, King George, Big Ed, Challi-G und Milk Man. Die Veröffentlichung blieb allerdings ohne kommerzielle Bedeutung. Das Gleiche galt für das im folgenden Jahr erschienene Werk Understanding the Criminal Mind.
Dies änderte sich als Master P die Musik der Gruppe über sein eigenes Label No Limit Records vertrieb. So konnte sich das 1995 erschienene Album True ohne viel Werbung oder Airplay mehr als 200.000 mal verkaufen und hatte damit großen Anteil an der Etablierung No Limits in der Musikindustrie.
Der endgültige Durchbruch erfolgte 1997, nachdem Master P die Gruppe auf sich und seine beiden Brüder Silkk the Shocker und C-Murder verkleinert hatte. Tru 2 Da Game verkaufte sich in den USA mehr als zwei Millionen Mal, was die RIAA mit zweifach Platin auszeichnete.
Der direkt danach einsetzende Hype um das Label machte Master P zum Star, sodass er einerseits viel mit dem Führen seines Unternehmens zu tun hatte und andererseits seine Tätigkeiten auf Filmemachen und Sportmanagement, insbesondere im Basketball, ausweitete. Daneben waren die Solokarrieren der beiden anderen Mitglieder nun auch sehr erfolgreich. Ein weiteres Album erschien daher erst 1999 mit Da Crime Family. Die zweijährige Wartezeit nach dem Vorgänger war damals in Relation zur Häufigkeit der No-Limit-Veröffentlichungen extrem lange. Das Werk erhielt zwar auch noch eine Goldene Schallplatte, konnte damit aber nicht an die Verkaufszahlen von Tru 2 Da Game anknüpfen.
Anschließend ließ der Erfolg von No Limit Records rasch nach und C-Murder wurde wegen Mordes verurteilt. Ein weiterer Tonträger der Gruppe erschien daher erst 2004 mit The Truth. C-Murder wurde darauf vom Rapper Hallelujah ersetzt und war selbst nur auf einem Lied zu hören, mit einem Vers, den er in seiner Gefängniszelle eingerappt hatte. Das Album konnte sich noch einmal auf Platz 54 der Billboard 200 platzieren, blieb allerdings nur zwei Wochen in dieser Verkaufsliste und setzte damit den kommerziellen Abwärtstrend fort.
Daraufhin folgten keine Veröffentlichungen mehr.

## Diskografie

### Alben
- 1993: Who’s Da Killer?
- 1994: Understanding the Criminal Mind
- 1995: True
- 1997: Tru 2 Da Game
- 1999: Da Crime Family
- 2004: The Truth

### Kompilationen
- 2005: The Best of Tru

### Singles
- 1997: I Always Feel Like (Somebody′s Watching Me)
- 1999: Tru Homies
- 1999: Hoody Hooo
- 2005: Where U From